# دهستان خورگو
دهستان خورگو از توابع بخش مرکزی شهرستان بندرعباس در استان هرمزگان در جنوب ایران است.
این دهستان در ۶۰ کیلومتری شمال شرقی شهر بندرعباس و در یک منطقه کوه پایه ای واقع شده‌است. وجود رودخانه، چشمه آب‌گرم خورگو، ارتفاعات، پوشش گیاهی مناسب و حیات وحش در آن جلوه‌های طبیعی زیبا و جالبی به این منطقه بخشیده‌است.
یک زیارتگاه (معروف به زاتیفان به معنای زاده طوفان) در روستای داوودی از جاذبه‌های زیارتی دهستان است.
دهستان خورگو مجموعه‌ای از چند روستای مختلف است که همگی آنها در پای کوهی بلند واقع شده‌اند که نام آنها به ترتیب قرارگیری از غرب به شرق عبارتند از:
درژگی-گژگو-گورمونو-چاهو-گاش-داوودی- شهرو - گلستان - میامی - ابراهیمی - درجتان- مزراکو - دیمشهر -بوندر-سر گلم - آب قلمو-آبزمینو.
کریدر هوایی پروازهای بندرعباس به تهران از فراز این روستا می‌گذرد.
در اول فروردین ماه سال ۱۳۵۶ مطابق با ۲۱ مارس ۱۹۷۷ زلزله ای با قدرت با بزرگی ۷ ریشتر در منطقه خورگو رخ داد که در اثر این زلزله ۱۵۲ نفر کشته و ۵۵۶ نفر مجروح گشتند. این زلزله موجب ویرانی ۱۵۰۰ خانه شده و ۳/۱ درصد از دامها نیز تلف شدند.